# Atletismo nos Jogos Pan-Americanos de 1975 - Revezamento 4x100 m masculino
A prova do revezamento 4x100 m masculino nos Jogos Pan-Americanos de 1975 foi realizada na Cidade do México, México.

## Medalhistas
| Ouro                                                                      | Prata                                                              | Bronze                                                          |
| USA Estados Unidos Bill Collins Clancy Edwards Larry Brown Donald Merrick | CUB Cuba Pablo Montes José Triana Alejandro Casañas Hermes Ramírez | CAN Canadá Hugh Fraser Marvin Nash Robert Martin Albin Dukowski |

### Final
| Posição           | Nação                    | Nomes                                                        | Tempo | Notas |
| ----------------- | ------------------------ | ------------------------------------------------------------ | ----- | ----- |
| Medalha de ouro   | USA Estados Unidos       | Bill Collins, Clancy Edwards, Larry Brown, Donald Merrick    | 38.31 |       |
| Medalha de prata  | CUB Cuba                 | Pablo Montes, José Triana, Alejandro Casañas, Hermes Ramírez | 38.46 |       |
| Medalha de bronze | CAN Canadá               | Hugh Fraser, Marvin Nash, Robert Martin, Albin Dukowski      | 38.86 |       |
| 4                 | BRA Brasil               |                                                              | 39.18 |       |
| 5                 | TRI Trinidad e Tobago    |                                                              | 39.25 |       |
| 6                 | GUY Guiana               |                                                              | 39.59 |       |
| 7                 | DOM República Dominicana |                                                              | 39.73 |       |
| 8                 | PUR Porto Rico           |                                                              | 39.80 |       |